# Clive Deamer
Clive Deamer (ur. luty 1961, Bath) – brytyjski perkusista i kompozytor, znany jako członek lub perkusista sesyjny takich zespołów i solistów jak: Hawkwind, Portishead, Get The Blessing, Jeff Beck, Robert Plant, Radiohead i innych.

## Życiorys
Muzyczne korzenie Clive’a Deamera tkwią zarówno w jazzie, jak i w rocku. W 1974 roku rozpoczął naukę gry na perkusji u perkusistów jazzowych. Mając 13-14 lat inspirował się grą takich muzyków jak: John Bonham, Ian Paice i Mitch Mitchell.
W latach 1983–1984 Clive Deamer był członkiem zespołu Hawkwind.
W 1994 roku nagrał z zespołem Portishead album Dummy, a w 1997 z Ronim Sizem New Forms; oba zdobyły nagrodę Mercury Prize, odpowiednio w 1995 i 1997 roku.
W 2000 roku Clive Deamer wspólnie z basistą Jimem Barrem założył zespół Get The Blessing. Skład uzupełnili: Pete Judge (trąbka) i Jake McMurchie (saksofon). Muzyka zespołu, inspirowana twórczością Ornette’a Colemana zyskała w ciągu pierwszej dekady XXI wieku szerokie grono zwolenników na całym świecie, a jego album z 2008 roku, All Is Yes, zdobył w 2008 roku nagrodę BBC Jazz Awards w kategorii: Najlepszy Album.
W 2002 roku Clive Deamer wziął udział w sesji nagraniowej albumu Dreamland Roberta Planta i założonego przez niego zespołu Strange Sensation. Uczestniczył następnie w promującym album tournée. W 2005 roku wziął udział w nagraniu kolejnego albumu zespołu, Mighty ReArranger. Jego gra stanowiła połączenie tradycyjnej gry na perkusji z techniką komputerową.
W marcu 2011 roku Clive Deamer został zaproszony przez Phila Selwaya do współpracy z zespołem Radiohead. Obaj wspólnie nagrali utwór „From the Basement” oraz wykonali utwory z albumu The King of Limbs. Wziął następnie udział w trasie koncertowej zespołu, promującej ten album. Grał na zarówno na perkusji akustycznej jak i na elektronicznej. W grudniu tego samego roku ukazał się album koncertowy z tej trasy, wydany jako DVD, The King Of Limbs Live From The Basement. W 2012 roku artysta nadal uczestniczył w trasie koncertowej Radiohead. Jednocześnie kontynuował współpracę z Portishead w dokończeniu tournée zespołu po Europie, Stanach Zjednoczonych, Nowej Zelandii i Australii.
W 2016 roku został jednym z artystów Gretsch, firmy produkującej zestawy perkusyjne. Wyjaśniając motywy tej decyzji wyznał, że perkusja tej firmy (srebrny model z lat 60.) była pierwszą jaką kupił w życiu i zarazem pierwszą, jaka przypadła mu do gustu. W tym samym roku powtórnie wyruszył z Radiohead w kolejną światową trasę koncertową tego zespołu, mającą promować jego najnowszy album. Trasa rozpoczęła się 20 maja występem w Amsterdamie.